# Małołączniak

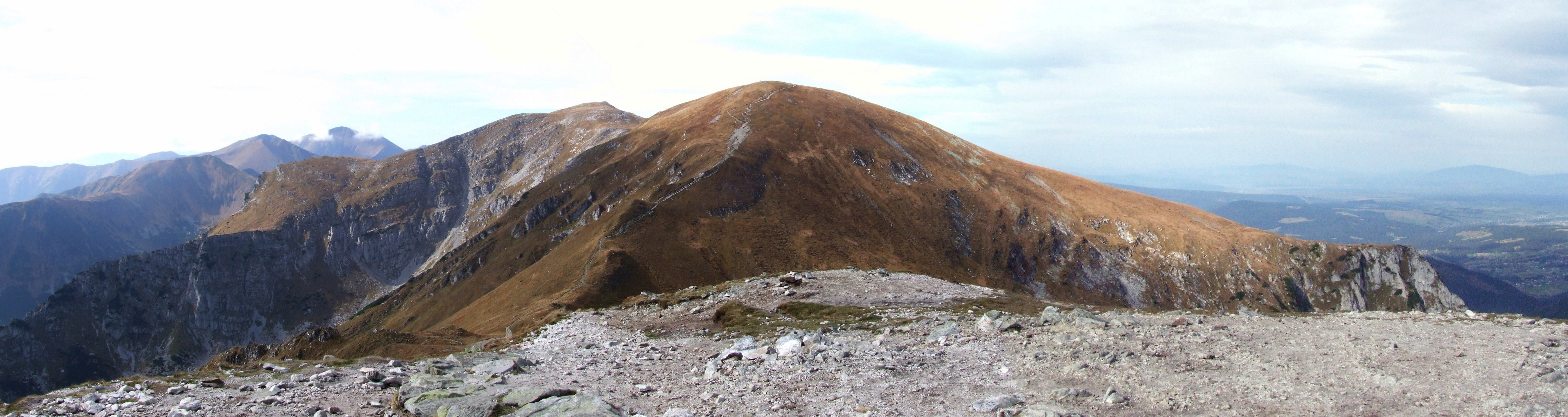
Widok z Kopy Kondrackiej. Małołączniak pierwszy na środku

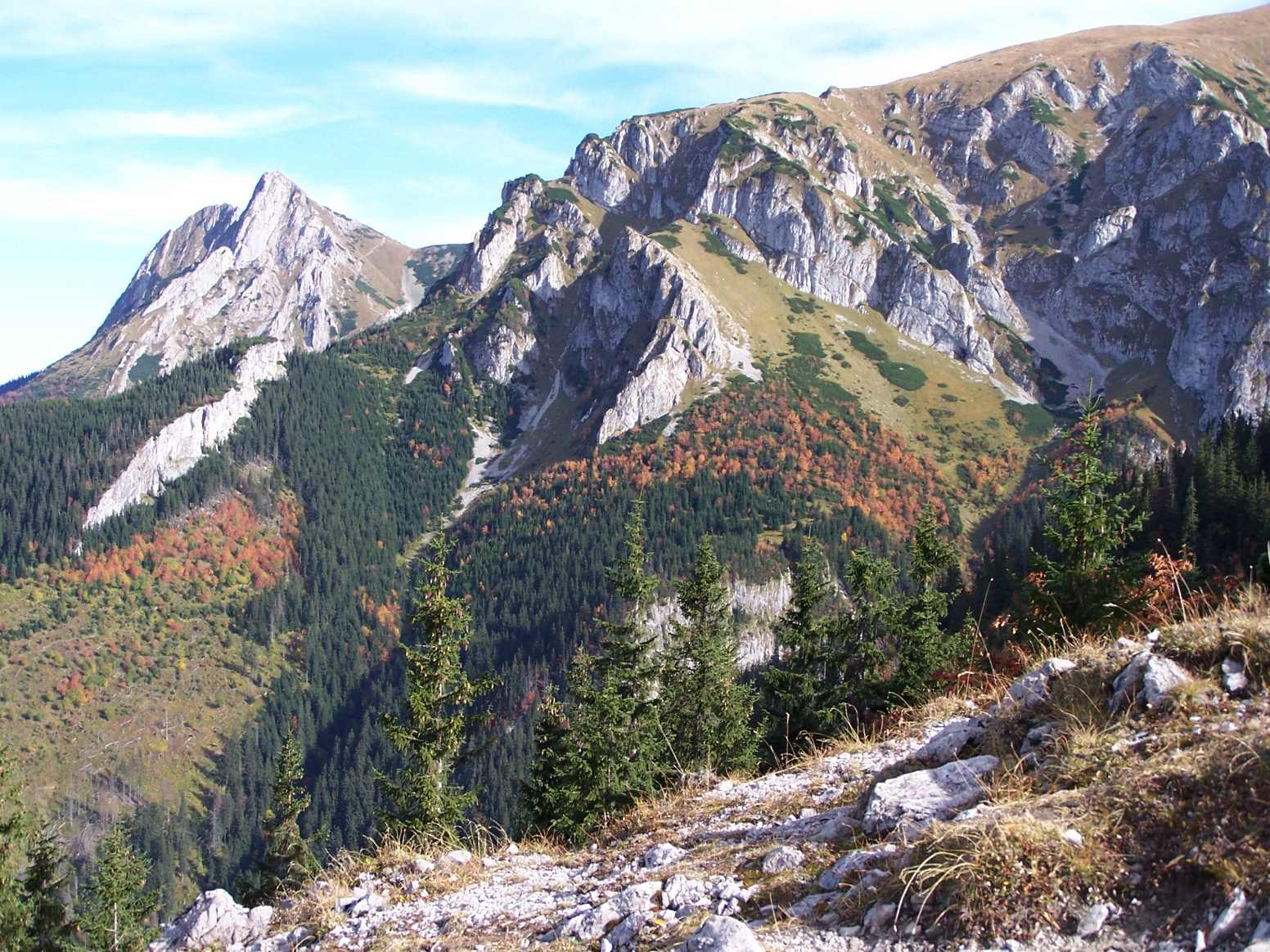
Czerwony Grzbiet Małołączniaka (na lewo od niego Giewont)

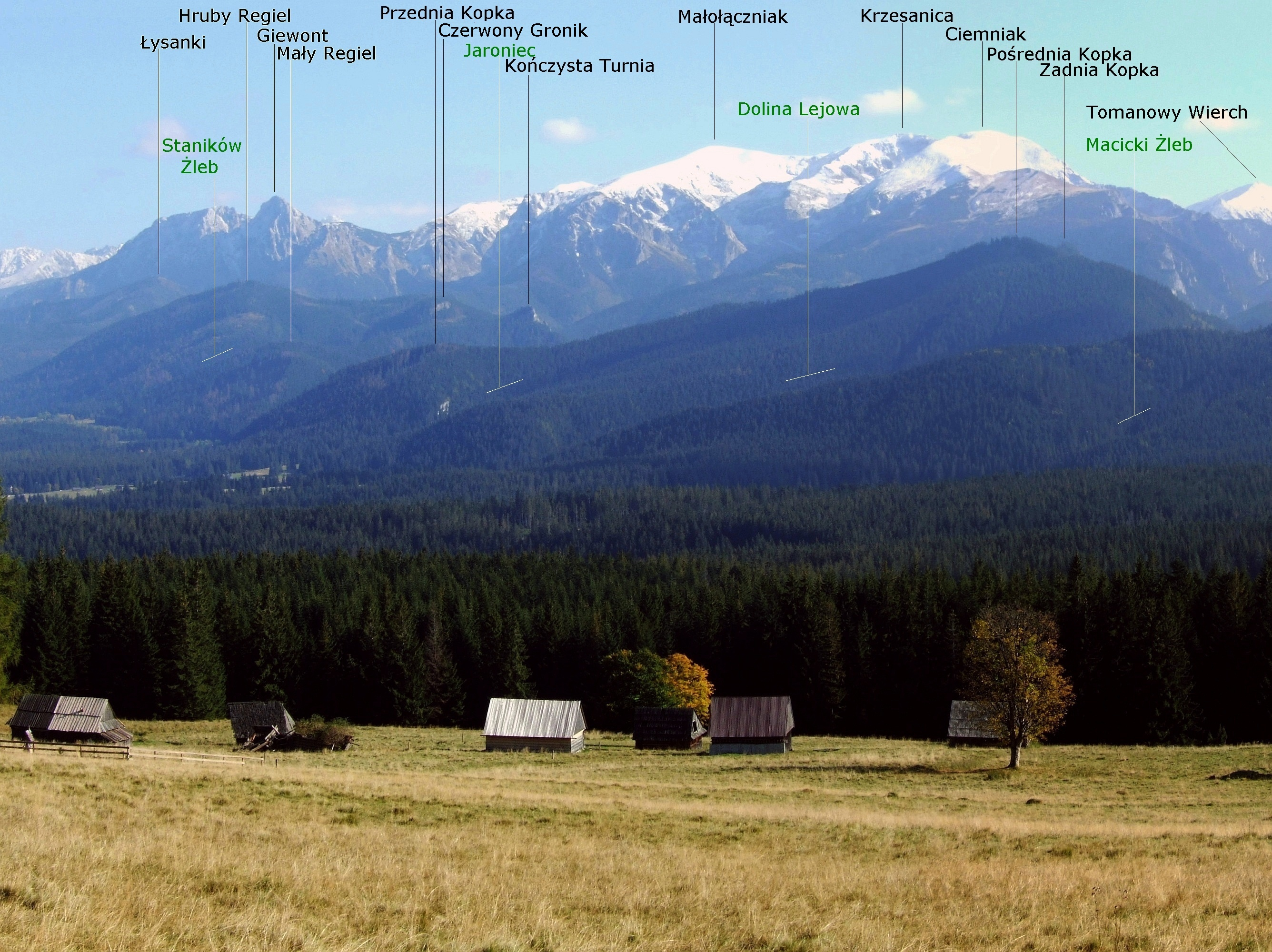
Małołączniak wśród opisanych szczytów

Małołączniak (słow. Malolúčniak, 2096 m) – szczyt w Tatrach Zachodnich należący do masywu Czerwonych Wierchów.

## Topografia
Poza najczęściej podawaną wysokością 2096 m pojawiają się także inne koty: 2104 lub 2105 m.
Na wschód sąsiaduje z Kopą Kondracką (2005 m), oddzielony od niej Małołącką Przełęczą (1924 m), na zachód z Krzesanicą (2122 m) poprzez Litworową Przełęcz (2037 m). Jest to dosyć dobrze wyodrębniony szczyt. Niewielki fragment jego wierzchołka jest dostrzegalny z niektórych miejsc Zakopanego na południowy wschód od kulminacji Giewontu. Wznosi się nad trzema dolinami walnymi: Doliną Cichą, Doliną Małej Łąki i Doliną Kościeliską (jego nazwa wywodzi się od Doliny Małej Łąki, nad którą się znajduje). Jego stoki opadają do trzech cyrków lodowcowych będących górnymi piętrami tych dolin:
- od południowej strony do słowackiej Dolinki Rozpadłej uchodzącej poprzez Jaworowy Żleb do Doliny Tomanowej Liptowskiej (odnoga Doliny Cichej),
- od północnej strony do Wyżniej Świstówki, będącej górnym piętrem Doliny Małej Łąki, oraz do Doliny Litworowej, będącej górnym piętrem Doliny Miętusiej (odnoga Doliny Kościeliskiej)[3].

Wyżnia Świstówka i Dolina Litworowa oddzielone są od siebie długą północno-zachodnią granią Małołączniaka, w górnej części zwaną Czerwonym Grzbietem. Ciągnie się on do Kobylarzowego Siodełka i ma stosunkowo niewielkie nachylenie. Grzbiet jest długi i kopulasty, ale od wschodniej strony jego stoki podcięte są stromymi urwiskami Wielkiej Turni. Również poniżej Kobylarzowego Siodełka północno-wschodni grzbiet Małołączniaka obrywa się kilkoma turniami o urwistych ścianach – są to Pośrednia Małołącka Turnia, Skrajna Małołącka Turnia, Zagonna Turnia i Kobylarzowa Turnia.

## Geologia
Małołączniak zbudowany jest z wapieni i dolomitów, a część szczytowa od wysokości ok. 1840 m przykryta jest warstwą skał krystalicznych. W wapieniach silnie rozwinięte zjawiska krasowe. W północnych stokach Małołączniaka znajdują się najgłębsze jaskinie Tatr: Jaskinia Wielka Śnieżna i Śnieżna Studnia. Ostatnim dużym odkryciem speleologicznym w Tatrach jest jaskinia Siwy Kocioł, również położona w stokach Małołączniaka.

## Przyroda
Dzięki różnorodności podłoża geologicznego flora Małołączniaka, podobnie jak całych Czerwonych Wierchów, jest bardzo bogata. Na przykrywających kopułę szczytową skałach granitowych rosną rośliny granitolubne, niżej występuje podłoże wapienne, na którym rosną zupełnie odmienne zbiorowiska roślin wapieniolubnych. W okolicach Małołąckiej Przełęczy w lipcu zakwitają licznie piękne i duże kwiaty rzadkiej rośliny tatrzańskiej – pełnika siedmiogrodzkiego, tworzącego tutaj duże kępy. Zbudowane z granitów stoki porośnięta są niską murawą z granitolubnymi gatunkami: boimką dwurzędową, kosmatką brunatną i sitem skuciną. Czerwieniejące już w lecie końce ich pędów (szczególnie situ skucina) nadają Małołączniakowi czerwone zabarwienie. Od tego zabarwienia pochodzi nazwa Czerwony Grzbiet, a także dawna nazwa Małołączniaka – Czerwony Wierch, jak również nazwa całego masywu Czerwonych Wierchów. Flora bogata gatunkowo. Stwierdzono tutaj między innymi występowanie mietlicy alpejskiej, rogownicy szerokolistnej turzycy Lachenala, szaroty Hoppego i ostrołódki polnej – bardzo rzadkich roślin, w Polsce występujących tylko w Tatrach i to w nielicznych tylko miejscach – a także starca pomarańczowego występującego również poza Tatrami, ale wszędzie bardzo rzadkiego.

## Historia
Dawniej był wypasany aż pod wierzchołek. Należał od polskiej strony do Hali Mała Łąka. Nadmierny wypas powodował erozję płytkiej gleby na jego stokach. Po włączeniu w obszar Tatrzańskiego Parku Narodowego i zaprzestaniu wypasu jego stoki zregenerowały się, jednak duży ruch turystyczny spowodował silną erozję zadeptywanych szlaków turystycznych – szczególnie niebieskiego na Czerwonym Grzbiecie. Na szczyt od dawna wchodziła miejscowa ludność, wejście nie przedstawia bowiem żadnych trudności technicznych. Obecnie jest jednym z najczęściej odwiedzanych przez turystów szczytem tatrzańskim. Z wierzchołka rozległe widoki, szczególnie na okazale prezentujące się stąd szczyty Tatr Wysokich; w przeciwnym kierunku widok jest nieco ograniczony przez wyższą Krzesanicę.

## Szlaki turystyczne
– czerwony szlak z Doliny Kościeliskiej przebiegający grzbietem Czerwonych Wierchów, a dalej na Kasprowy Wierch i Świnicę.
- Czas przejścia z Ciemniaka na Małołączniak: 40 min, z powrotem w tyle samo
- Czas przejścia z Małołączniaka na Kopę Kondracką: 25 min, z powrotem 35 min

 – niebieski szlak schodzący do wylotu Doliny Małej Łąki poprzez Czerwony Grzbiet, Kobylarzowy Żleb, Dolinę Miętusią i Przysłop Miętusi (tu można skręcić również w kierunku Kir lub Nędzówki), zabezpieczony trzema łańcuchami w dolnej części Kobylarzowego Żlebu (niewielkie trudności techniczne). Czas przejścia: 3 h, ↑ 4 h.